# 野火晃
野火 晃（のび あきら、本名・岡好久、1924年12月10日 - ）は、日本の児童文学作家、作家。

## 経歴
神奈川県横浜市生まれ。学徒兵として出征。復員後は短期間の高校教師を経て、ジャーナリストとして活動。
1977年「虎」で講談社児童文学新人賞受賞。
妻は同じく児童文学作家の岡信子。

## 著書
- 『ノア 終末への黙示録』（講談社） 1974
- 『消えたぼくをさがせ』（長尾みのる絵、講談社） 1979、のち青い鳥文庫
- 『リビングストン』（ぎょうせい、世界の伝記） 1980
- 『ベートーベン』（ぎょうせい、世界の伝記） 1980
- 『虎』（蟹江健一絵、講談社、解説：古田足日） 1980、のち青い鳥文庫
- 『南富士番外の寺 落ちこぼれ上人の人助け七転び八起き 現代ドキュメント小説』（祥伝社、ノン・ノベル） 1982
- 『ボクに会ったぼく』（水沢研絵、佑学社） 1983[2]
- 『あて名だけの手紙』（深沢邦朗絵、佑学社） 1984
- 『みえっぱり針右衛門』（祐天寺三郎絵、くもん出版） 1986
- 『人柱志願』（小林与志画、佑学社） 1988
- 『モーツァルト 美の神の愛を受けて』（中釜浩一郎絵、音楽之友社、ジュニア音楽ブックス、クラシックの大作曲家） 1992
- 『死者と夜に抱かれて』（ストーク） 1995
- 『レミング・シンドローム 去勢者たちのメサイア』（ノーベル書房） 1997
- 『いつかきた迷路』（ノーベル書房） 1999
- 『耳元で遠吠え "自由律"人生論』（展望社） 2003

### 再話
- 『十五少年漂流記』（ベルヌ原作、訳・文、ぎょうせい、少年少女世界名作全集） 1983